# Горн, Генрих Вильгельм
Генрих Вильгельм Горн (нем. Heinrich Wilhelm von Horn; 1762—1829) — прусский военный деятель, генерал-лейтенант.

## Биография
Родился 31 октября 1762 года а городе Вармбрунн, ныне Цеплице-Слёнске-Здруй в Польше. Был сыном Иоганна Христиана фон Горна (1722—1797) и его жены Марии Розины, урождённой Беккер (1724—1794).
C ноября 1774 года Генрих обучался в берлинском кадетском корпусе и 25 марта 1778 года был выпущен из него в пехотный полк von Luck (Nr. 53) с чином ефрейтор-капрал. Принимал участие в войне за баварское наследство и 10 августа 1782 года получил звание лейтенанта. C 12 мая 1790 года Горн служил адъютантом генерала Франца Андреаса фон Фаврата (нем. Franz Andreas von Favrat). Во время похода в Польшу участвовал в битве при Равке и осаде Варшавы, за что был удостоен 6 июня 1794 года ордена Pour le Mérite.
Горн принимал участие в Русской кампании 1812 года в чине подполковника в бригаде прусского вспомогательного корпуса генерала Людвига Йорка и затем — в Освободительной война в Германии в чине полковника, приняв участие в сражениях под Кёнигсвартой и Бауценом. За Битву под Лейпцигом был награждён 8 декабря 1813 года дубовыми листьями к ордену Pour le Mérite.
В Магдебурге в 1814 году стал членом масонской ложи Ferdinand zur Glückseligkeit. С 3 октября 1815 года Генрих Горн был комендантом Магдебурга; с 23 января 1815 года — инспектором ополчения в своём административном округе. 30 марта 1817 года получил звание генерал-лейтенанта. В 1820 году стал командиром армейского корпуса VII. Armee-Korps.
Умер 31 октября 1829 года в городе Мюнстер.

## Награды
Королевства Пруссия:
- Орден «Pour le Mérite» (8 июня 1794)[3]; дубовые листья (8 декабря 1813)[4]
- Железный крест 1-го (1813, за Магдебург)[5] и 2-го класса на чёрной ленте
- Орден Красного орла 3-го класса (1814)[6]
- Орден Красного орла 2-го класса с дубовыми листьями (16 января 1818)[7]
- Орден Красного орла 1-го класса с дубовыми листьями (1821)[8]
- Крест за выслугу лет[нем.] (1825)
- Орден Чёрного орла (14 марта 1828)[9]

Российский империи:
- Орден Святой Анны 2-й степени (1807)
- Орден Святого Георгия 4-го класса (№ 2044 (915); 18 января 1809)[10]
- Орден Святого Владимира 3-й степени
- Орден Святой Анны 1-й степени (28 июля 1814)[11]

Прочие:
- Орден Почётного легиона, кавалерский крест (4 сентября 1812, Первая Французская империя)

## Семья
Генрих Вильгельм Горн был трижды женат:
- Первый раз женился в 1790 году на Вильгельмине фон Холведе (нем. Wilhelmine von Holwede, ум. 1792) — дочери генерал-лейтенанта Кристиана Фридриха Карла фон Холведе (нем. Friedrich Christian Karl von Holwede, 1725—1797). У них родилась дочь Вильгельмина Каролина Августа (1792—1816).
- Во второй раз женился 13 марта 1796 года на Регине Марии Элизабет Вильгельмине фон Раабе (нем. Regine Marie Elisabeth Wilhelmine von Raabe, 1768—1800). От этого брака у него был сын Генрих Рудольф Фердинанд Август Александр (1798—1863).
- В третьем браке, состоявшемся 13 сентября 1802 года в Гданьске, был женат на Генриетте Констанции Сидони фон Бланкенштейн (нем. Henriette Konstantia Sidonie von Blankenstein, 1781—1846). У них было двое дочерей: Адольфина Генриетта Амапа Людовика (род. 1803) и Альбертина Генриетта Жозефина Марианна (1808—1818).